# Laura La Plante
Pour les articles homonymes, voir Plante (homonymie).
Laura La Plante est une actrice américaine née le 1er novembre 1904 à Saint-Louis, Missouri (États-Unis) et morte le 14 octobre 1996 à Woodland Hills (Los Angeles).

## Biographie

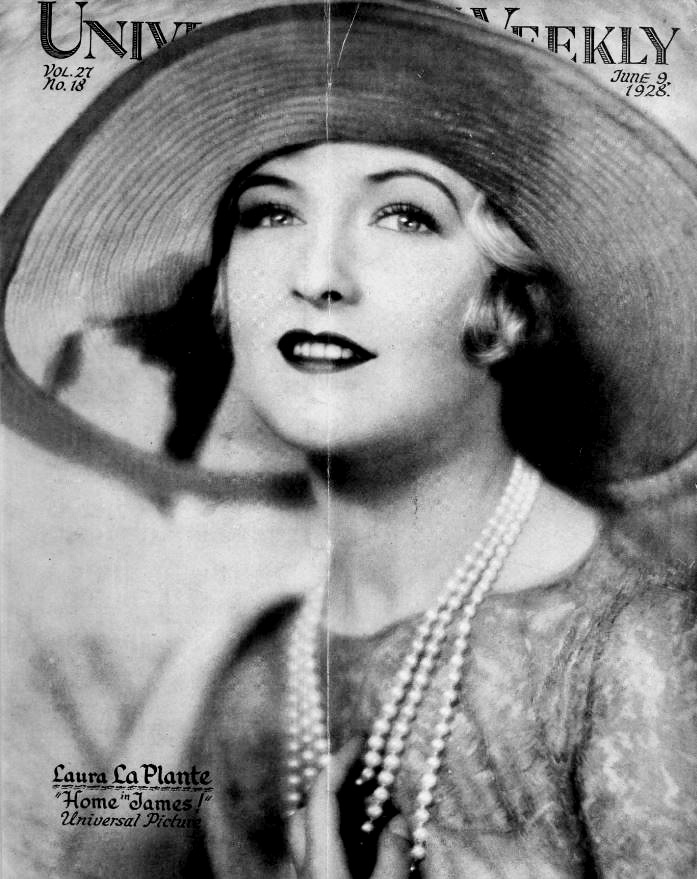
Laura La Plante en couverture dUniversal Weekly pour le film Home, James (1928).

Elle est l'aînée de Violet La Plante, elle aussi actrice et WAMPAS Baby Star.

## Filmographie
- 1919 : The Great Gamble (it) de Joseph A. Golden
- 1920 : Jiggs and the Social Lion de Reggie Morris
- 1920 : Jiggs in Society de Reggie Morris
- 1920 : Father's Close Shave de Reggie Morris
- 1920 : 813 de Charles Christie : Genevieve
- 1920 : Back from the Front (it) de William Beaudine
- 1921 : His Four Fathers de Frederic Richard Sullivan (en)
- 1921 : La Petite Baignade (The Old Swimmin' Hole) de Joseph De Grasse : Myrtle
- 1921 : Ginette détective par amour (Big Town Ideas) de Carl Harbaugh : Molly Dorn
- 1921 : The Big Town Round-Up de Lynn Reynolds : Mildred Hart
- 1921 : Play Square de William K. Howard : May Laverne
- 1921 : L'Appel du sang (The Call of the Blood) de Louis Mercanton : Ruth
- 1921 : Should Husbands Do Housework? de William Watson
- 1921 : Old Dynamite de Robert Hill
- 1921 : Brand of Courage de Robert Hill
- 1921 : The Alarm de Robert Hill
- 1922 : Perils of the Yukon de Jay Marchant, J. P. McGowan et Perry N. Vekroff (en) : Olga
- 1922 : The Deputy's Double Cross de Robert Hill
- 1922 : The Ranger's Reward d'Edward Laemmle
- 1922 : Fighting Back de Raymond Wells
- 1922 : A Bottle Baby de Craig Hutchinson
- 1922 : Matching Wits d'Albert Russell : Mary Newton
- 1922 : The Trail of the Wolf de Robert Hill
- 1922 : Desperation
- 1922 : The Call of Courage d'Albert Russell : Hazel Couzens
- 1922 : The Minute Man d'Oscar Apfel
- 1922 : A Treacherous Rival d'Albert Russell
- 1922 : Society Sailors de William Watson : The Peach
- 1922 : Taking Things Easy de William Watson : Betty
- 1922 : The Big Ranger de Robert Hill
- 1922 : Easy to Cop de William Watson : la fille du maire
- 1922 : The Wall Flower de Rupert Hughes : Prue Nickerson
- 1923 : Around the World in Eighteen Days (en) de B. Reeves Eason et Robert F. Hill : Madge Harlow
- 1923 : Dead Game (en) d'Edward Sedgwick : Alice Mason
- 1923 : Burning Words de Stuart Paton : Mary Malcolm
- 1923 : Shootin' for Love (en) d'Edward Sedgwick : Mary Randolph
- 1923 : Marin d'eau douce (Out of Luck) de Edward Sedgwick : Mae Day
- 1923 : L'Outsider (The Ramblin' Kid) de Edward Sedgwick : Carolyn June
- 1923 : Crooked Alley de Robert Hill : Norine Tyrell / Olive Sloan
- 1923 : The Thrill Chaser (en) d'Edward Sedgwick : Cameo appearance (herself)
- 1924 : Sporting Youth d'Harry A. Pollard : Betty Rockford
- 1924 : Ride for Your Life (en) d'Edward Sedgwick : Betsy Burke
- 1924 : Excitement de Robert F. Hill : Nila Lyons
- 1924 : The Dangerous Blonde de Robert F. Hill : Diana Faraday
- 1924 : Young Ideas de Robert F. Hill : Octavia Lowden
- 1924 : Butterfly de Clarence Brown : Dora Collier
- 1924 : The Fast Worker de William A. Seiter : Connie
- 1924 : The Fatal Plunge de Harry O. Hoyt : Undetermined Role
- 1925 : La Femme de quarante ans (Smouldering Fires) de Clarence Brown et Charles Dorian : Dorothy Vale
- 1925 : Dangerous Innocence de William A. Seiter : Ann Church
- 1925 : The Teaser de William A. Seiter : Ann Barton
- 1926 : La soirée des dupes (The Beautiful Cheat) d'Edward Sloman : Mary / Maritza
- 1926 : Skinner's Dress Suit de Carl Laemmle : Mrs. Honey Skinner
- 1926 : The Midnight Sun de Dimitri Buchowetzki : Olga Balashova
- 1926 : Poker Faces de Harry A. Pollard : The wife
- 1926 : Étoile par intérim (Her Big Night) de Melville W. Brown : Frances Norcross / Daphne Dix
- 1926 : Femmes d'aujourd'hui (Butterflies in the Rain) d'Edward Sloman : Tina Carteret
- 1927 : Frisson d'amour (film, 1927) (The Love Thrill) de Millard Webb : Joyce Bragdon
- 1927 : Méfiez-vous des veuves (Beware of Widows) de Wesley Ruggles: Joyce Bragdon
- 1927 : La Volonté du mort (The Cat and the Canary) de Paul Leni : Annabelle West
- 1927 Compromettez-moi (Silk Stockings) de Wesley Ruggles : Molly Thornhill
- 1928 : Le printemps chante (1928) (Thanks for the Buggy Ride) de William A. Seiter : Jenny
- 1928 : Finders Keepers : Barbara Hastings
- 1928 : Home, James (en) de William Beaudine : Laura Elliot
- 1929 : Le Dernier Avertissement (The Last Warning) de Paul Leni : Doris Terry
- 1929 : Show Boat de Harry A. Pollard : Magnolia Hawks
- 1929 : Scandale (Scandal) de Wesley Ruggles : Laura Hunt
- 1929 : Le Piège d'amour (The Love Trap) de William Wyler : Evelyn Todd
- 1929 : Hold Your Man de Emmett J. Flynn : Mary
- 1930 : Captain of the Guard (en) de John Stuart Robertson : Marie Marnay
- 1930 : The King of Jazz de John Murray Anderson : The editor / The secretary
- 1931 : Lonely Wives (en) de Russell V. Mack (en) : Diane O'Dare
- 1931 : God's Gift to Women de Michael Curtiz : Diane Churchill
- 1931 : Meet the Wife de Leslie Pearce: Gertrude Lennox
- 1931 : Stout Hearts and Willing Hands (en) de Bryan Foy
- 1931 : Arizona de George B. Seitz : Evelyn Palmer
- 1931 : The Sea Ghost (en) de William Nigh : Evelyn Inchcape
- 1932 : Alias the Doctor de Lloyd Bacon et Michael Curtiz
- 1933 : Her Imaginary Lover (en) de George King: Celia
- 1933 : Lost in Limehouse d'Otto Brower : Lady Esmerelda
- 1934 : The Girl in Possession (en) de Monty Banks : Eve Chandler
- 1934 : The Church Mouse (en) de Monty Banks : Betty 'Miss Church Mouse' Miller
- 1935 : Widow's Might (en) de Cyril Gardner : Nancy Tweesdale
- 1935 : Man of the Moment de Douglas Fairbanks Jr. : Mary
- 1946 : Little Mister Jim de Fred Zinnemann : Mrs. Glenson
- 1957 : Spring Reunion (en) de Robert Pirosh : May Bester

## Distinction
- 1923 : WAMPAS Baby Stars